# Мариано II (Арборея)

Юдикаты Сардинии

Мариано II (Mariano II d’Arborée) (ок. 1238—1295/97) — судья Арбореи с 1268, виконт де Бас.
Единственный сын судьи Пьетро II ди Бассо и его второй жены, имя и происхождение которой не выяснены.
После смерти отца (1238) был отстранён от наследования, и власть в Арборее захватили сначала Комита III де Серра (ум. 1253), которого сардинские историки называют законным преемником Пьетро II (legittimo successore di Pietro II), затем Гульельмо да Капрайя. Мариано II жил при его дворе с титулом «доничелло» («donnicello») (родственник судьи).
В начале 1264 года Гульельмо да Капрайя умер во время осады крепости Гочеано. Мариано II стал править Арбореей сначала в качестве опекуна малолетнего Никколо де Капрайя, а с 1268 года — в качестве судьи. Также в его владении были завоёванные предшественником территории в Кальяри и Торресе.
В 1295 году продал Республике Пиза принадлежавшую с 1258 года Арборее треть бывшего юдиката Кальяри.
Имя и происхождение жены не выяснены. Сын:
- Джованни ди Бассо (ум. 1301), судья Арбореи.